# (24965) Akayu
(24965) Akayu est un astéroïde de la ceinture principale.

## Description
(24965) Akayu est un astéroïde de la ceinture principale. Il fut découvert le 19 novembre 1997 à Nanyo par Tomimaru Okuni. Il présente une orbite caractérisée par un demi-grand axe de 3,04 UA, une excentricité de 0,12 et une inclinaison de 4,2° par rapport à l'écliptique.

## Compléments